# 天羽飲料製造
天羽飲料製造有限会社（てんばいんりょうせいぞう）は、日本の飲料水製造業者。焼酎ハイボール（下町ハイボール）に使用される、いわゆる「謎のエキス」と呼ばれる「ハイボールA」（天羽の梅）の製造メーカーである。
2009年時点では、従業員5名の家族経営的な企業である。

## 営業方針
製造だけであり、作ったあとのサービスはほとんど行っていない。
直轄の卸売網はもっておらず、「売り子さん」と呼ばれる人たちや、古くからなじみの酒屋の各々が飲食店などの得意先を作っていることで卸先を確保している。
天羽飲料の名前を前面に出さない秘密主義を取っており、各地区で売る店はしばらくの間は1店のみにする。実際、そうした店は行列店となった。
秘密主義はマスコミ系への露出の少なさにも影響している。かつて、養老乃瀧と取り引きがあった際に、工場を建設して増産を提案されたが、2代目社長・堺慶次郎は断っている。その後、養老乃瀧との取り引きはなくなった。

## 沿革

### 創業
1916年に天羽弥三兵衛（あもう やさんびょうえ）が洋酒問屋の「天羽商店」を創業する。「ポートワイン」が主力製品であり、樽買いしたポートワインを樽から1斗甕に詰め替えて、地方発送をしていた。ただし、ここで言う「ポートワイン」はポルトガルのポートワインではなく、神谷傳兵衛が考案した模造ブドウ酒、またはその追随品（赤玉ポートワインなど）のことである。この「ポートワイン」は人気となったが、高値でもあったため、安価な焼酎で同じような味ができないかと工夫し、1920年代中ごろにブドウ液を開発する。同じころに梅液も開発。このような製品を開発する業者も多かったが、いずれもかき氷のシロップなどに端を発しており、甘い液体でもあった。天羽の製品は最初からアルコールに添加することを考慮しており、甘くはない。
第二次世界大戦中は飲料水製造ではなく、酒屋として営業していたが、戦後に営業を再開。
1965年、現行の天羽飲料製造有限会社に改組する。

### 「謎のエキス」の開発
後に「謎のエキス」とも呼ばれるようになる、赤いラベルの「ハイボールA」の開発は、1952年。梅やブドウの割り材は、シロップを得意とする他の飲料水製造業者も追従しており、果実の風味を付けた無果汁の割り材は焼酎に加えられて山谷や三ノ輪で広く飲まれるようになっていた。
天羽商店2代目社長の堺慶次郎は、「豊かな社会になれば、アルコール度数が低く、軽くて、口を洗うような感じの酒のほうが売れる」と考えた。戦後はビールも高値の贅沢品であり、堺慶次郎は安価な焼酎を炭酸水で割って共に入れて、ビールに近い味になる「ハイボールの素」を開発する。ホッピーなどもこうやって開発された製品の1つである。
堺慶次郎が目指したものは「ビールに近いもの」ではなく、カクテルのロングドリンクであった。原液1、焼酎2、炭酸3で割った際に、アルコール度数が7パーセントから8パーセントになるようにし、ビールとはちがった味で、なおかつビールよりも酔いが早いという製品であった。既に焼酎の梅割り、レモン割りは普及していたので、新たな商品を欲していた三祐酒場に商品を売り込むことにした。三祐酒場では既に焼酎を使ったハイボール様の炭酸水割りを販売していたため、商品を「ハイボールの素」として売り込むことにした。
堺慶次郎は三祐酒場に対して、レモンのスライスを入れて提供したり、氷無しの2合コップになみなみと注ぐ（当時の炭酸水が180ミリリットル瓶＝1合瓶だったことも理由の1つ）、当時の水冷式冷蔵庫に焼酎と原液を混合したボトルを入れ、炭酸水も冷やして提供するよう指導した。量が多く、安くて酔えるこの焼酎ハイボールは当たり商品になった。堀切にある小島屋など、この時の手法を守っている。

### 屋号の読みについて
「天羽」は徳島県鳴門市にみられる姓であり「あもう」と読む。ところが、関東に出てきた際に誰も「あもう」とは読んでくれず「てんば」と読んだために、屋号の読みを「てんば」にした。

## 「謎のエキス」
「謎のエキス」ことハイボールAの製法については特許申請されていない。3代目社長の堺由夫は、同様に特許を取得していないとされるコカ・コーラの製法を例に挙げる。
ハイボールAの一升瓶に貼られているラベルには、梅の実の絵と「天羽の梅」の文字が描かれている。これは、発売当初、売れるか売れないか分からない製品でもあったハイボールA専用にラベルを新規作成するには資金も足りないと、大量に余っていた梅割り用の液のラベルの上部に丸にAとつけた。
途中、新たなラベルにすることも検討されたが、顧客からは既にトレードマークになっており慣れ親しんでいるため、変えないよう反対された。
まったく知らない人が商品を見た場合に、本製品を梅でつくった味だと勘違いするのも、味についてのカモフラージュになっているのかもしれないと堺由夫は述べる。
味については、内臓肉に合うよう調整されていると堺由夫は語っている。

## 「酎ハイ」名称について
「酎ハイ」の名称は、1984年販売開始の缶チューハイ（宝酒造）によって広く知られるようになったとされるが、1952年のハイボールA販売開始直後から、これを使用していた飲み屋では焼酎ハイボールを省略して酎ハイと呼ぶようになっていた。
しかしながら、天羽飲料では上述のように社名を前面に出さず、商標の登録なども行っておらず、2代目社長・堺慶次郎の方針で隅田川から西には販路を拡大しなかった。
それによって、博水社がハイサワーを販売開始したり、東京の西側にある大手メーカーが追従すると東京の山の手以西の市場に一気に広まる世に言う「酎ハイブーム」と認識されるようになった。
これによって、「焼酎の炭酸割り」が広く酎ハイと呼ばれるようになっていった。